# Chic Hecht

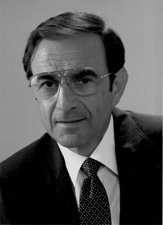
Chic Hecht

Mayer Jacob "Chic" Hecht, född 30 november 1928 i Cape Girardeau, Missouri, död 15 maj 2006 i Las Vegas, Nevada, var en amerikansk republikansk politiker och diplomat. Han representerade delstaten Nevada i USA:s senat 1983-1989.
Hecht utexaminerades 1949 från Washington University. Han tjänstgjorde som underrättelseagent i USA:s armé under Koreakriget. Hecht valdes in i Military Intelligence Hall of Fame år 1988.
Hecht var verksam inom bank- och turismbranscherna i Nevada. Han gifte sig 1959 med Gail Kahn. Han var ledamot av delstatens senat 1967-1975.
Hecht besegrade den sittande senatorn Howard Cannon i senatsvalet 1982. Han ställde sex år senare upp för omval men förlorade mot utmanaren Richard Bryan.
Hecht var USA:s ambassadör i Bahamas 1989-1993